# Accident nucléaire

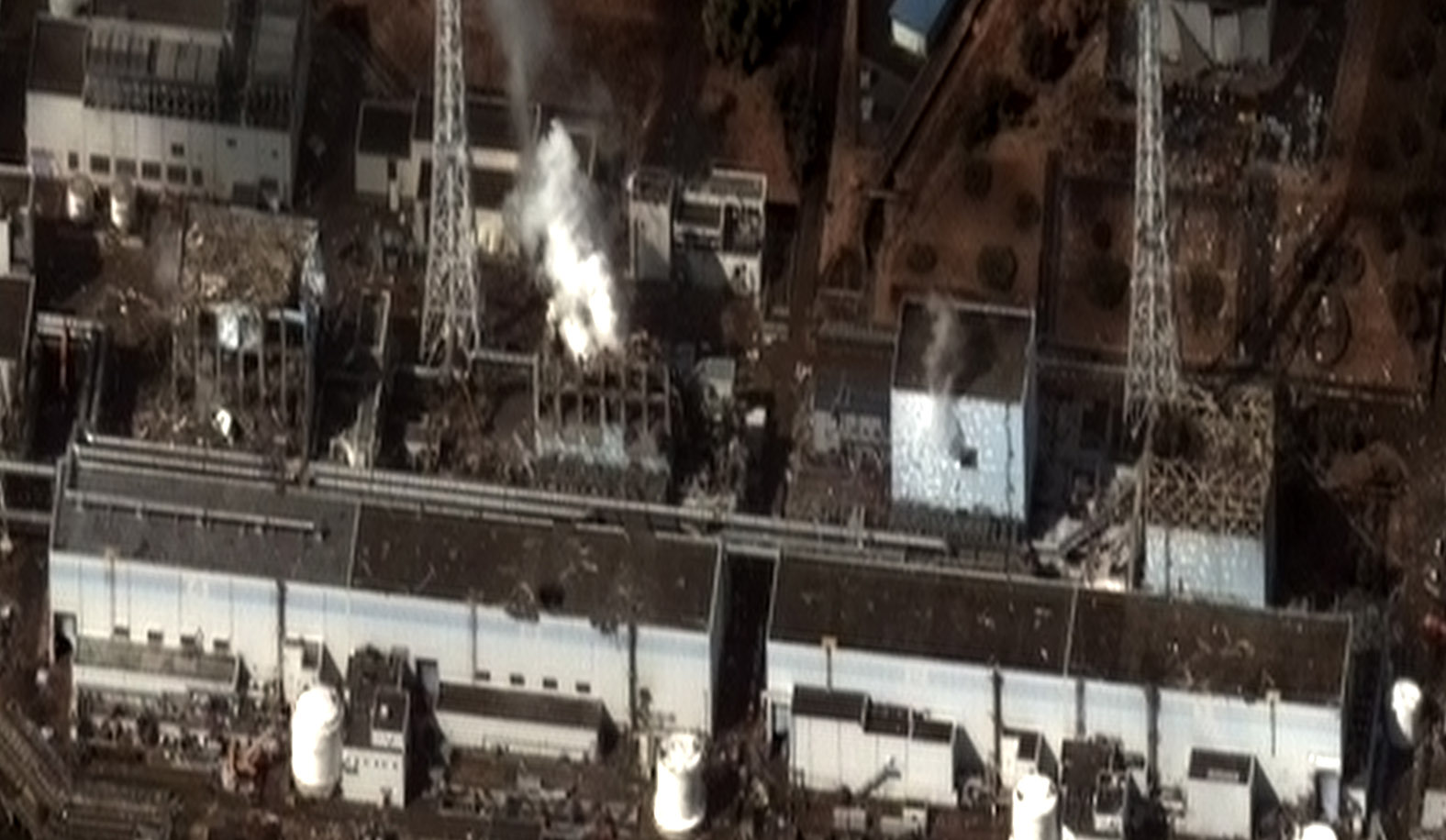
Accident nucléaire de Fukushima ; vue des réacteurs après l'explosion de l'hydrogène.

Un accident nucléaire, également appelé accident radiologique, est un événement industriel fortuit grave, dont les conséquences potentielles ou effectives sont liées à la présence de matières radioactives.

## Contexte
L'accident nucléaire peut survenir dans toute installation manipulant des matières radioactives : sites de l'industrie électronucléaire (usine d'enrichissement de l'uranium, centrale nucléaire, usine de traitement du combustible usé, centre de stockage de déchets radioactifs) ou établissements exerçant une activité nucléaire (site militaire, hôpital, laboratoire de recherche, etc.), ou encore dans un sous-marin, porte-avions ou brise-glace à propulsion nucléaire. Les accidents peuvent aussi se produire lors des transports de matières radioactives (notamment à usage médical, mais également combustible nucléaire, déchets radioactifs ou armes nucléaires).
La méthode de prévention des accidents nucléaires est comparable à celle mise en œuvre pour toute installation industrielle présentant un risque Seveso : étude des dangers, réduction des risques à la source, politique de prévention proactive et système de gestion et de contrôle de la sécurité, planification des contre-mesures en cas d'exposition du public et information du public. La principale spécificité du dispositif pour le domaine nucléaire est qu'il est soumis en outre au contrôle d'une autorité de sûreté nucléaire indépendante.
Dans le domaine du nucléaire civil, l'échelle internationale des événements nucléaires considère que le qualificatif d'« accident nucléaire » peut être donné quand un certain degré de gravité a été dépassé suivant trois points de vue :
- La défaillance complète et simultanée de toutes les barrières de radioprotection participant à la défense en profondeur, n'opposant plus aucun obstacle à une éventuelle contamination nucléaire à grande échelle.
- l'endommagement important d'un réacteur nucléaire ou d'une installation nucléaire de base, ayant pour conséquence la mort d'un travailleur par syndrome d'irradiation aiguë.
- Un rejet de matières radioactives à l'extérieur du site, entraînant une exposition du public dépassant les limites réglementaires prescrites, et imposant l'application partielle ou totale des contre-mesures planifiées.

Les accidents nucléaires ayant un impact sur la population sont ceux où une grande quantité de matières radioactives est dispersée, généralement à la suite d'un incendie ou d'une explosion majeure (détruisant par ailleurs l'installation et ses barrières de radioprotection). Une telle explosion d'une installation nucléaire est toujours une explosion similaire à celles susceptibles de se rencontrer dans l'industrie chimique, d'effet relativement limité, et sans comparaison possible avec ceux d'une explosion atomique. En revanche, dans ce cas, les effets qui intéressent la population locale sont essentiellement ceux des retombées radioactives que l'accident industriel provoque à l'extérieur.

## Prévention des accidents nucléaires

### Prévention
La prévention est un élément fondamental de la sûreté de fonctionnement.
En France, l'Autorité de sûreté nucléaire (ASN) :
- procède périodiquement à des essais de vérification du bon fonctionnement du système d’alerte de ses agents ;
- prépare chaque année un programme d’exercices nationaux de crise nucléaire, annoncé aux préfets par une circulaire conjointement signée par la Direction de la défense et de la sécurité civile (DDSC), la Direction générale de la santé (DGS) et le Secrétariat général du comité interministériel de la sécurité nucléaire (SGCISN).

### Analyse des accidents
Les accidents dus aux rayonnements ionisants constituent des événements rares. Il est vain d’espérer pouvoir tirer des règles génériques sur la seule base d’accidents isolés aux causes diverses, avec pour objectif de prévenir ou mieux gérer de futurs accidents.
La prévention repose donc sur une analyse systématique des accidents possibles, et une sécurité construite a priori.
L'analyse de ces accidents montre néanmoins l’importance du facteur humain dans la genèse de leur survenue. Dans la plupart des cas, le respect de règles simples, qui le plus souvent font appel au simple bon sens, aurait évité des conséquences graves.

### La recherche nucléaire
Elle porte sur les typologies d'accidents, l'étude des risques, la gestion du risque, l'analyse de la chaîne de cause à effet, des causes (techniques, humaines, géopolitiques, etc.), l'étude des conditions de la sûreté nucléaire, la gestion des déchets nucléaires, les conséquences économiques, sanitaires ou écologiques (sur les réseaux trophiques, les phénomènes de bioconcentration de radionucléides, etc.).
Elle porte aussi sur la métrologie[pas clair], l'analyse des retours d'expérience (« REX »), l’établissent de protocoles d'évaluation et de recherche, la modélisation des accidents, la modélisation des conséquences environnementales, etc.
Elle est appuyée par des programmes pluridisciplinaires, nationaux, européens, internationaux, sous l'égide de l'AIEA et de l'OMS au niveau mondial.

### Aspects juridiques
Pour la Convention de Paris sur la responsabilité civile dans le domaine de l'énergie nucléaire, un accident nucléaire consiste en « tout fait ou succession de faits de même origine ayant causé des dommages, dès lors que ce fait ou ces faits ou certains des dommages causés proviennent ou résultent soit des propriétés radioactives, ou à la fois des propriétés radioactives et des propriétés toxiques, explosives ou autres propriétés dangereuses des combustibles nucléaires ou produits ou déchets radioactifs, soit de rayonnements ionisants émis par une autre source quelconque de rayonnements se trouvant dans une installation nucléaire ».
Après la catastrophe de Tchernobyl, une Convention sur la notification rapide d'un accident nucléaire a été rédigée et rapidement adoptée, sous l'égide de l'AIEA.

## Typologie des accidents nucléaires

### Échelle de classement des incidents et accidents
Depuis 1991, l'Agence internationale de l'énergie atomique a mis en place l'échelle INES pour qualifier au niveau international la gravité d'un évènement lié au nucléaire civil. Graduée selon 8 niveaux (de 0 à 7), elle se base sur des critères objectifs et subjectifs pour caractériser un évènement.
Cette échelle fait suite à la catastrophe de Tchernobyl, ce qui signifie que la plupart des accidents (niveau supérieur ou égal à 4) ont été classés après coup.
Cette échelle peut servir notamment de critère pour savoir si un incident peut être qualifié d'« accident » ou d'« incident » nucléaire.
Les « accidents nucléaires » sont des évènements impliquant une contamination radiologique plus ou moins importante. Pour l'échelle INES, les « accidents » à proprement parler sont principalement ceux qui ont une incidence en dehors du site, exposant le public à une contamination radiologique. Sont également comptés comme « accidents » les évènements provoquant une destruction partielle ou totale d'un réacteur, même lorsqu'il n'y a pas eu d'exposition du public. Il en est de même en cas d'exposition mortelle d'un travailleur. Un évènement nucléaire est qualifié d'« incident » si l'on juge que sa gravité et ses conséquences sur les populations et l'environnement sont très faibles.
La Commission de réglementation nucléaire des États-Unis (NRC) utilise une autre échelle des accidents nucléaires.

### Accident de criticité
Un accident de criticité a pour principal effet d'émettre une quantité massive de neutrons et de rayonnement ionisant, et est la plupart du temps mortel pour l'irradié. Cependant, cette irradiation diminue comme l'inverse du carré de la distance : si la victime reçoit plusieurs dizaines de sieverts à un mètre, l'exposition à 100 m tombe au niveau du millisievert (comparable à l'exposition induite par une radiographie des poumons). D'autre part, l'énergie mécanique dégagée par un tel accident est la plupart du temps très faible (de quoi faire bouillir une casserole d'eau) : il n'y a pas d'explosion significative, et les barrières biologiques restent intactes. De ce fait, il correspond typiquement à une gravité de 4 sur l'échelle INES, parce qu'il y a eu exposition létale d'un travailleur, mais l'incidence hors site est a priori négligeable.

### Résistance du site aux agressions
Un accident industriel ou naturel (incendie, foudre, tremblement de terre…), survenant dans une centrale nucléaire (ou sur un site de l'industrie nucléaire), peut endommager les dispositions de protection, conduisant éventuellement à des fuites de matières radioactives. Les études de sécurité nucléaire demandées pour autoriser l'exploitation doivent justifier que les protections radiologiques résistent à des accidents jugés dimensionnants. Ces protections sont donc conçues pour être robustes et résistantes, et de tels accidents, qui peuvent provoquer des dégâts matériels importants à l'intérieur du site, n'entraînent normalement pas de risques importants à l'extérieur : ils correspondent typiquement au niveau 4 de l'échelle INES.
Des organisations de la société civile, dont Greenpeace, alertent depuis plusieurs années sur les risques d'intrusion dans les centrales françaises.
Le 10 octobre 2017, un rapport commandité par Greenpeace, mettant en cause la sécurité des installations nucléaires françaises et belges, a été remis aux autorités. Il pointe du doigt la vulnérabilité des centrales face aux risques d'attaques extérieure, en particulier de certaines installations telles que les piscines d'entreposage des combustibles nucléaires usés. En parallèle plusieurs militants de l’association écologiste ont réussi à pénétrer à l'intérieur de l’enceinte de la centrale nucléaire de Cattenom, en Lorraine. Sur place, ils ont allumé un feu d’artifice pour dénoncer le manque de sécurité.

#### Frappes militaires
Les centrales nucléaires sont des cibles privilégiées lors des conflits militaires et ont été attaqués à plusieurs reprises lors de frappes aériennes, d'occupations, d'invasions et de campagnes militaires au cours de la période 1980-2007.
En mars 2022, la bataille d'Enerhodar a causé des dommages à la centrale nucléaire de Zaporizhzhia et un incendie dans son complexe d'entraînement alors que les forces russes en prenaient le contrôle, renforçant les craintes de contamination nucléaire. Le 6 septembre 2022, le directeur de l'AIEA, Rafael Grossi, s'est adressé au Conseil de sécurité de l'ONU, appelant à la création d'une zone de protection de la sûreté et de la sécurité nucléaire autour de la centrale et réitérant ses conclusions selon lesquelles « les sept piliers [de la sûreté et de la sécurité nucléaires] ont tous été compromis sur le site, ».

#### Cyberattaques
Les installations nucléaires peuvent faire l'objet de cyberattaques.
En juin 2010, le ver informatique Stuxnet, probablement créé par les États-Unis et Israël, est découvert. Il est conçu pour attaquer les installations nucléaires d'enrichissement de l'Iran, en désactivant les dispositifs de sécurité des centrifugeuses, entraînant leur perte de contrôle.
En décembre 2014, les ordinateurs de l'exploitant de la centrale nucléaire de Corée du Sud (KHNP) ont été piratés. Les cyberattaques ont impliqué des milliers d'e-mails d'hameçonnage contenant des codes malveillants et des informations ont été volées.
En décembre 2017, les systèmes de sécurité d'une centrale électrique non identifiée en Arabie saoudite ont été compromis lorsque la technologie de sécurité industrielle Triconex fabriquée par Schneider Electric SE a été ciblée dans ce qui serait une attaque parrainée par l'État. La société de sécurité informatique Symantec a déclaré que le logiciel malveillant, connu sous le nom de « Triton », exploitait une vulnérabilité dans les ordinateurs fonctionnant avec le système d'exploitation Microsoft Windows.
En avril 2022, Taiwan News rapporte que le pirate informatique Cyber Anakin, affilié à Anonymous, a infiltré les interfaces de centrales nucléaires en Chine, ainsi que d'autres systèmes informatiques tels que des sites Web gouvernementaux, des systèmes de gestion agricole, des interfaces de sécurité de mines de charbon et des interfaces de satellites, dans le cadre de l'opération « Wrath of Anakin : No Time to Die » en guise de représailles puisqu'il avait contracté le COVID-19,.

### Confinement d'une dégradation majeure
Pour atteindre un accident de niveau 5, il faut un apport supplémentaire d'énergie : ce peut être la fusion accidentelle du cœur d'un réacteur (comme pour l'accident de la centrale nucléaire de Three Mile Island), ou une agression externe (chute d'avion, guerre, tir de charge creuse…). Les exigences de sécurité n'exigent plus de faire la démonstration que le site lui-même résiste, et de telles agressions peuvent conduire à un « endommagement grave du réacteur ou des barrières biologiques » qui interdira son exploitation ultérieure. En revanche, les études de sécurité doivent démontrer que dans ce cas, le confinement reste fonctionnel, et limite les rejets éventuels à une valeur inférieure aux limites prescrites.
S'il n'y a pas eu d'exigence de sécurité stricte pour résister à de tels accidents, le site n'est pas nécessairement conçu pour résister systématiquement à ses « modes dégradés » : un accident industriel peut avoir pour conséquence la dispersion de matières nucléaires contaminant la population et l'environnement. De tels accidents sont alors classés au niveau 5 ou 6 de l'échelle. C'est le cas de l'explosion chimique du Complexe nucléaire Maïak, ou de l'incendie de Sellafield.

### Explosion d'un réacteur nucléaire
Dans un accident de réactivité, la quantité d’énergie libérée au cours de l’accident varie en fonction de la gravité de l’accident et du type de réacteur dans lequel il a lieu. Même pour les accidents les plus graves, la quantité d’énergie libérée est de mille à un million de fois moindre que celle d’une bombe. La réaction en chaîne ne peut en effet se développer de manière exponentielle, étant arrêtée soit par les propriétés physiques du milieu (l’effet Doppler, inopérant dans le cas de la bombe), soit par la dispersion du milieu sous l’effet de l’augmentation soudaine de la puissance dégagée. Il n’est donc pas possible, pour des raisons physiques, que se forment une boule de feu et une onde de choc avec les conséquences que l’on sait. Par contre, comme l’accident de Tchernobyl l’a montré, une réaction de nature explosive peut se développer dans le cœur du réacteur et endommager celui-ci au point de donner lieu à un relâchement important de matières radioactives dans l’environnement. Cette explosion, qu’il convient d’éviter à tout prix, est d’origine chimique (et non pas nucléaire comme dans le cas de la bombe).
L'explosion proprement dite d'un cœur de centrale nucléaire n'est possible que si sa conception entraîne un coefficient de vide positif et que les conditions normales d'exploitation ne sont plus respectées : dans ce cas, une excursion critique du réacteur n'est pas stabilisée par le modérateur et ne cesse que lorsque l'énergie dégagée par le cœur devient comparable à celle dégagée par un explosif, ce qui entraîne son explosion et sa dislocation physique. L'explosion du réacteur (d'une puissance comparable à quelques tonnes d'explosifs) entraîne celle de la centrale elle-même (qui n'est pas dimensionnée pour y résister), et une dispersion massive du contenu du cœur dans l'atmosphère : c'est le scénario de la catastrophe de Tchernobyl. C'est à la suite de cet accident que la conception de réacteurs à coefficient de vide positif n'est plus admise.

### Principaux types d'effets d'un accident nucléaire

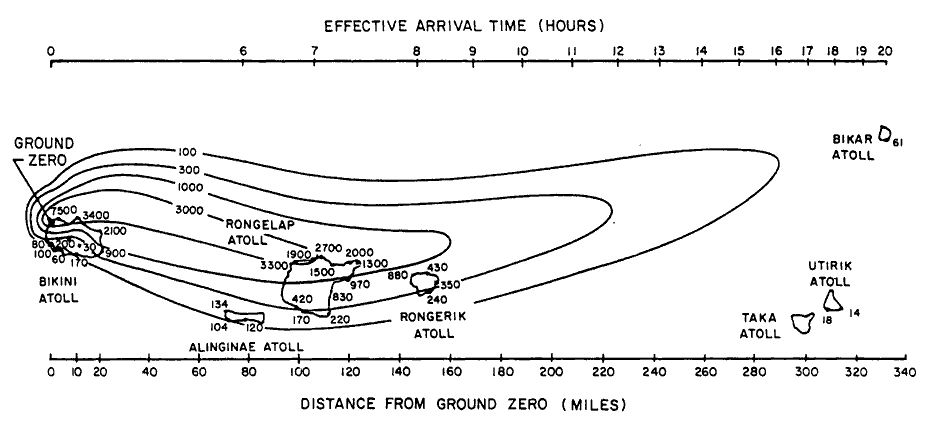
"Plume" des retombées radioactives de l'essai Castle Bravo, qui provoqua la mort par irradiation d'un pêcheur japonais.

Un accident nucléaire civil majeur (de niveau 6 ou 7 dans l'échelle internationale des événements nucléaires) se caractérise par une dispersion massive de radioisotopes dans l'environnement, ce qui conduit à une contamination radioactive plus ou moins étendue : les populations peuvent être contaminées directement au moment de l'accident, ou indirectement par la suite à travers la contamination du sol et l'accumulation éventuelle des radioisotopes le long de la chaîne alimentaire.
En cas d'explosion atomique au sol (par le fait d'une bombe atomique) ou d'un accident grave comme celui de Tchernobyl, les retombées radioactives peuvent atteindre un niveau mortel à proximité de l'accident et sous le vent, à cause de la très forte radioactivité des produits de fission à durée de vie courte. À plus long terme, la contamination restante est le fait de radioisotopes à vie moyenne ou longue, et est de niveau comparativement plus faible. Le niveau de contamination peut imposer d'interdire certaines zones contaminées, comme dans le cas de la contamination au césium 137 après la catastrophe de Tchernobyl : sa demi-vie de 30 ans signifie qu'il faut attendre 200 ans pour arriver à une radioactivité cent fois plus faible.
Une fuite de matières radioactives a des effets similaires, mais d'une étendue généralement beaucoup plus faible. D'autre part, l'effet dépend de la radiotoxicité du produit contaminant, qui peut être très variable.
Les autres effets spécifiquement nucléaires sont plus localisés:
- Un accident nucléaire peut conduire à une irradiation massive des personnes exposées. Contrairement à la radiotoxicité, cet effet est instantané.
- En cas d'explosion nucléaire ou d'accident de criticité, le flux de neutrons produit également une contamination radioactive par activation neutronique de la matière exposée. Cette contamination est normalement très locale, mais peut concerner une zone étendue dans le cas d'une bombe à neutrons.

Enfin, une explosion d'origine nucléaire produit les effets d'une explosion, à un degré variable suivant sa puissance.
En 2020, l'OMS conclu que "le retour d'expérience des accidents nucléaires et radiologiques passés a démontré que les conséquences psychologiques et sur la santé mentale peuvent surpasser l'impact directe sur la santé de l'exposition aux radiations".

### Prise en charge médicale
Elle commence par l’extraction des victimes hors des zones de danger et par les soins d'urgence médico-chirurgicale (qui « priment sur l’évaluation et le traitement de la contamination et/ou de l’irradiation, en toute circonstance d’exposition à des agents nucléaires et radiologiques » ; les voies aériennes des victimes sont protégées par un masque FFP3 « ou à défaut par tout autre dispositif même sommaire ». 
Puis, selon la nature des lésions et le type d'accident, trois types de réponse médicale sont à apporter aux victimes :
- Si l'accident a causé une irradiation externe globale (corps entier) avec un syndrome d'irradiation aiguë (ou SIGA, pour  syndrome d’irradiation globale aigu ; syndrome hématopoïétique radio-induit ou SH-RI), mais sans contamination, la victime, doit être orientée vers un service d'hématologie, en raison du risque d'aplasie de la moelle osseuse ;
- Si l'irradiation est externe et localisée, des brûlures radiologiques localisées peuvent impliquer une longue hospitalisation dans un centre de traitement de brûlés ;
- S'il s'agit d'une contamination externe et/ou interne par une ou plusieurs substances radioactives, une décontamination externe de la victime est faite, in situ - en urgence, dès l’intervention des secours (⇒ déshabillage, si possible précédée d’une pulvérisation d’eau, puis douche) avant prescription. Aussitôt que possible un chélateur spécifique aux actinides est utilisé « pour limiter la distribution du radionucléide et en conséquence ses effets radiologiques à court et à long terme » : Iodure de potassium (KI) pour limiter l'absorption de l'iode radioactif par la glande thyroïde ; Bleu de Prusse (Ferricyanure de fer) pour éliminer le césium-137 et le thallium radioactif du corps ; le Ca-DTPA (Pentétate de calcium trisodique ou Ca-DTPA® 250 mg/mL, en injection) pour éliminer les métaux lourds radioactifs et toxiques comme le plutonium, l'américium et le curium. Un chélateur est d'autant plus efficace qu'administré précocement, dès que possible « après toute contamination, même si elle n’est que suspectée (...) les résultats des examens de radiotoxicologie urinaire guident ensuite la poursuite du traitement »[22]. L'inhalation d'un aérosol de DTPA permet de protéger les poumons d'une personne qui ne portait pas de masque approprié (FFP3 au minimum) ; et exceptionnellement (en cas de dépôt pulmonaire), un lavage broncho-alvéolaire est proposé.

L’expression « accident dû aux rayonnements ionisants » est insuffisante ; ce sont les mentions « irradiation globale », « irradiation localisée » et « contamination » qui déterminent lequel des trois types d’organisation médicale est à déployer sur le terrain et dans la chaine des soins (ou d'élimination des morts). 
« L'estimation dosimétrique, prioritaire dans ce contexte, doit pouvoir permettre de déterminer la dose reçue, mais également la configuration d’exposition et tenir compte des lésions associées »,.

## Principaux accidents nucléaires
Ces accidents sont classés selon l'échelle internationale des événements nucléaires, élaborée en 1990 mais cette échelle peut également être utilisée pour classer les événements ayant eu lieu avant cette date.

### Accidents majeurs - Niveau 7
- Catastrophe de Tchernobyl : Ukraine (URSS à l'époque), 1986. L'accident est survenu dans la centrale nucléaire Lénine située sur les rives du Dniepr à environ 15 km de Tchernobyl et 110 km de Kiev, près de la frontière avec la Biélorussie. À la suite d'une série d'erreurs humaines et en raison de défauts de conception, la réaction nucléaire au cœur du réacteur no 4 s'emballe, conduisant à l'explosion non-nucléaire du réacteur et à la libération de grandes quantités de radioisotopes dans l'atmosphère. Les autorités évacuent environ 250 000 personnes de Biélorussie, de Russie et d’Ukraine. Plusieurs centaines de milliers d'ouvriers (600 000 environ), les « liquidateurs » sont dépêchés d'Ukraine, de Biélorussie, de Russie et d'autres républiques soviétiques pour procéder à des nettoyages.
- Accidents nucléaires de Fukushima à Okuma : Japon, le 11 mars 2011[26]. Une explosion dans le bâtiment abritant le réacteur no 1 de la centrale de Fukushima Dai-ichi détruit le toit et la structure supérieure de ce bâtiment, blesse au moins quatre employés[27], alors qu'une hausse de la radioactivité est déjà mesurée aux alentours du site, vraisemblablement à la suite des vapeurs et gaz relâchés par mesure de sécurité pour refroidir le réacteur. L'explication de l'explosion pourrait être la suivante : à la suite d'un début de fusion du cœur, le niveau de température très élevé amène à la formation d'hydrogène (par réaction chimique d'oxydation des gaines du combustible en Zircaloy avec l'eau) ; c'est cet hydrogène, présent dans les gaz relâchés hors du réacteur, qui aurait provoqué l'explosion[28]. De la même façon, le lendemain, la structure du réacteur no 3 a explosé et le réacteur no 2 a perdu tout son liquide de refroidissement, laissant présager la fusion du cœur du réacteur no 2[29],[30]. Classé dans un premier temps au niveau 4, cet accident majeur a été relevé au niveau maximum de l'échelle internationale le 12 avril 2011[31].

### Accidents graves - Niveau 6
- Catastrophe de Kychtym : Union soviétique, 1957. L'accident est survenu dans le complexe nucléaire Mayak à Kychtym non loin de la ville de Tcheliabinsk en URSS, il a entraîné des rejets radioactifs très importants en dehors du site, au moins 200 personnes périrent, les mesures d'urgence ont comporté une évacuation d'environ 10 000 personnes et une zone interdite de 250 km2. L'accident est tenu secret par le régime soviétique, les premières informations ne seront révélées qu'en 1976 par le biologiste soviétique Jaurès Medvedev immigré en Angleterre.

### Accidents sérieux - Niveau 5
- Rivière Chalk, Ontario : Canada, 1952. Dans les laboratoires nucléaires de Chalk River, une perte subite de l'eau de refroidissement au cœur d'un réacteur expérimental NRX provoqua une grande impulsion de puissance. Des explosions en série s'ensuivirent, elles propulsèrent le toit de l'enceinte de confinement des gaz qui demeura enfoncé dans la superstructure. Des fuites de gaz et de vapeurs radioactives dans l'atmosphère se produisirent, elles furent accompagnées par le déversement de 4 000 mètres cubes d'eau dans des tranchées peu profondes non loin de la rivière des Outaouais. Le cœur du réacteur étant totalement anéanti, il fallut l'enterrer en tant que déchet radioactif.
- Incendie de Windscale : Grande-Bretagne, 1957. L'accident est survenu à l'usine de traitement de Windscale, un incendie dura plusieurs jours, pendant lesquels 7,4 × 1014 Bq d'iode radioactif (iode 131) ont été rejetés à l'extérieur. Le nuage radioactif a ensuite parcouru l'Angleterre, porté par les vents, puis touché le continent européen sans que la population française ne soit avertie. La consommation de lait a été interdite pendant deux mois sur une zone de 500 km2. Après cet accident, Windscale est débaptisé et devient Sellafield.
- Accident nucléaire de Three Mile Island : États-Unis, 1979. L'accident est survenu à la centrale nucléaire de l'île de Three Mile Island sur la rivière Susquehanna, près de Harrisburg, en Pennsylvanie. À la suite d'une panne des pompes d'alimentation en eau du circuit secondaire de l'un des réacteurs, un enchaînement de défaillances mécaniques, d’erreurs humaines, d'absence de procédure et de défauts de conception (non-prise en compte du risque de perte totale du refroidissement secondaire, défaut des soupapes de sureté du circuit primaire et absence de mesure de niveau d'eau dans la cuve du réacteur), entraîne la fusion du cœur. Malgré la gravité extrême de l’accident, l’enceinte de confinement étant restée intègre, le relâchement de produits radioactifs dans l’environnement est resté faible.
- Accident nucléaire de Goiânia, État de Goiás : Brésil, 1987. Un appareil de radiothérapie, abandonné dans un ancien hôpital, est récupéré par des ferrailleurs pour la revente du métal au poids. Le césium 137, produit actif de l'appareil, est dispersé. Les gens jouent avec, attirés par la lumière bleue qu'il émet[32]. Au moins quatre personnes décèdent dans les 75 jours après la découverte, 249 personnes présentent des contaminations importantes, 49 hospitalisations, dont 21 en soins intensifs, et 600 personnes sont encore sous surveillance médicale en 2003. Il a fallu gérer 3 500 m3 de déchets radioactifs[33]. Cet accident a été classé au niveau 5 sur l'échelle INES. Une étude épidémiologique réalisée en 2006 a étudié les conséquences de cet accident sur la survenue de cancer au sein de la population en contact avec le matériel radioactif. Aucune augmentation statistiquement significative du taux de cancer n'a été relevée. De façon étonnante la proportion de cancer y était inférieure à celle de la population contrôlée[34].

### Accidents - Niveau 4
- Centrale nucléaire de Lucens : Lucens (Vaud, Suisse), le 21 janvier 1969. La centrale nucléaire de Lucens était une installation nucléaire expérimentale. Lors d'un démarrage, un problème de refroidissement entraîna une fusion partielle du cœur et une contamination radioactive massive de la caverne. En 1979 un rapport conclut que la cause de l'accident fut la corrosion des équipements due à l'humidité régnant dans la caverne.
- Accident nucléaire de Saint-Laurent-des-Eaux de 1969, Saint-Laurent-des-Eaux (Loir-et-Cher) : France, le 17 octobre 1969. une mauvaise manipulation lors du chargement du cœur sur le réacteur graphite-gaz no 1 entraîne la fusion de 50 kg de dioxyde d'uranium[35]. L'accident est largement passé sous silence à l'époque des faits, il a été ultérieurement classé au niveau 4 (accident) de l'échelle Inès créée en 1990 à la suite de l’accident de Tchernobyl[36],[37].
- Centrale nucléaire de Bohunice, Jaslovské Bohunice : Tchécoslovaquie, 1977. Le 22 février 1977, le réacteur A-1 a connu un accident majeur de niveau INES 4 pendant le rechargement. Fermée définitivement en 1978, cette unité est en phase de démantèlement.
- Accident nucléaire de Saint-Laurent-des-Eaux de 1980, Saint-Laurent-des-Eaux (Loir-et-Cher) : France, le 13 mars 1980. Dans la centrale nucléaire de Saint-Laurent, un accident conduit à la fusion de deux éléments combustibles du réacteur A2 filière UNGG (uranium naturel, graphite-gaz) d'une puissance de 515 MW. La plaque métallique de maintien des capteurs de pression du réacteur vient, à la suite de phénomènes de corrosion, obstruer une douzaine de canaux du bloc de graphite, ce qui empêche le bon refroidissement du cœur et provoque la fusion de deux éléments combustibles. Gravement endommagé, le réacteur est indisponible pendant trois ans et demi environ. C'est l'accident nucléaire le plus grave jamais répertorié pour un réacteur en France. Si Électricité de France n'a pas rendu ce fait public à l'époque, il ressort de documents internes que le réacteur a dû être purgé en urgence, sans autre solution que de déverser des particules de gaz contaminées au plutonium directement dans la Loire[38].
- Accident nucléaire de Tokaimura, village de Tōkai (Tōkai-mura), à 160 km de Tokyo au Japon, le 30 septembre 1999. L'introduction dans une cuve de décantation, à la suite d'une erreur de manipulation, d'une quantité anormalement élevée d'uranium (16,6 kg) dépassant très largement la valeur de sécurité (2,3 kg), est à l'origine de la réaction de criticité. Cet accident de criticité a exposé 160 riverains à des radiations importantes[39] et tué au moins deux des ouvriers de la centrale ; à 21 h, soit onze heures après le début de l'accident, les autorités décrètent le confinement des populations dans un rayon de dix kilomètres. L'enquête sur l'accident de Tokaimura a montré que les ouvriers de l'usine, gérée par l'entreprise JCO, violaient de façon régulière les procédures de sécurité, par exemple en mélangeant l'uranium dans des bassines pour aller plus vite[40].
- Fleurus : Belgique, 11 mars 2006. Un opérateur de la société Sterigenics (Institut national des radioéléments) de Fleurus spécialisée dans la stérilisation d'équipements médicaux pénètre durant 20 secondes dans une cellule d'irradiation contenant une source scellée de cobalt 60 où aucune opération n'étant en cours, les sources radioactives auraient dû être plongées dans une piscine sous cinq à six mètres d'eau en attendant la production. Trois semaines plus tard il éprouva quelques symptômes typiques d'une irradiation (vomissement, perte de cheveux). On estime qu'il reçut une dose élevée comprise entre 4,4 et 4,8 Gy à la suite d'une défaillance du système de contrôle-commande hydraulique assurant le maintien de la source radioactive dans la piscine (l'épaisseur d'eau servant de bouclier biologique). L'opérateur passera près d'un mois à l'hôpital avant de pouvoir rentrer chez lui. Après la mise sous scellé de la cellule concernée pendant près d'un mois, l'organisme gouvernemental de contrôle AFCN en collaboration avec les auditeurs privés d'AVN et le contrôle du bien-être au travail ont imposé à Sterigenics un programme d'actions incluant la mise en place de systèmes de sécurité hydrauliques, électriques et mécaniques redondants.

## Prise en charge des populations en cas d'accident

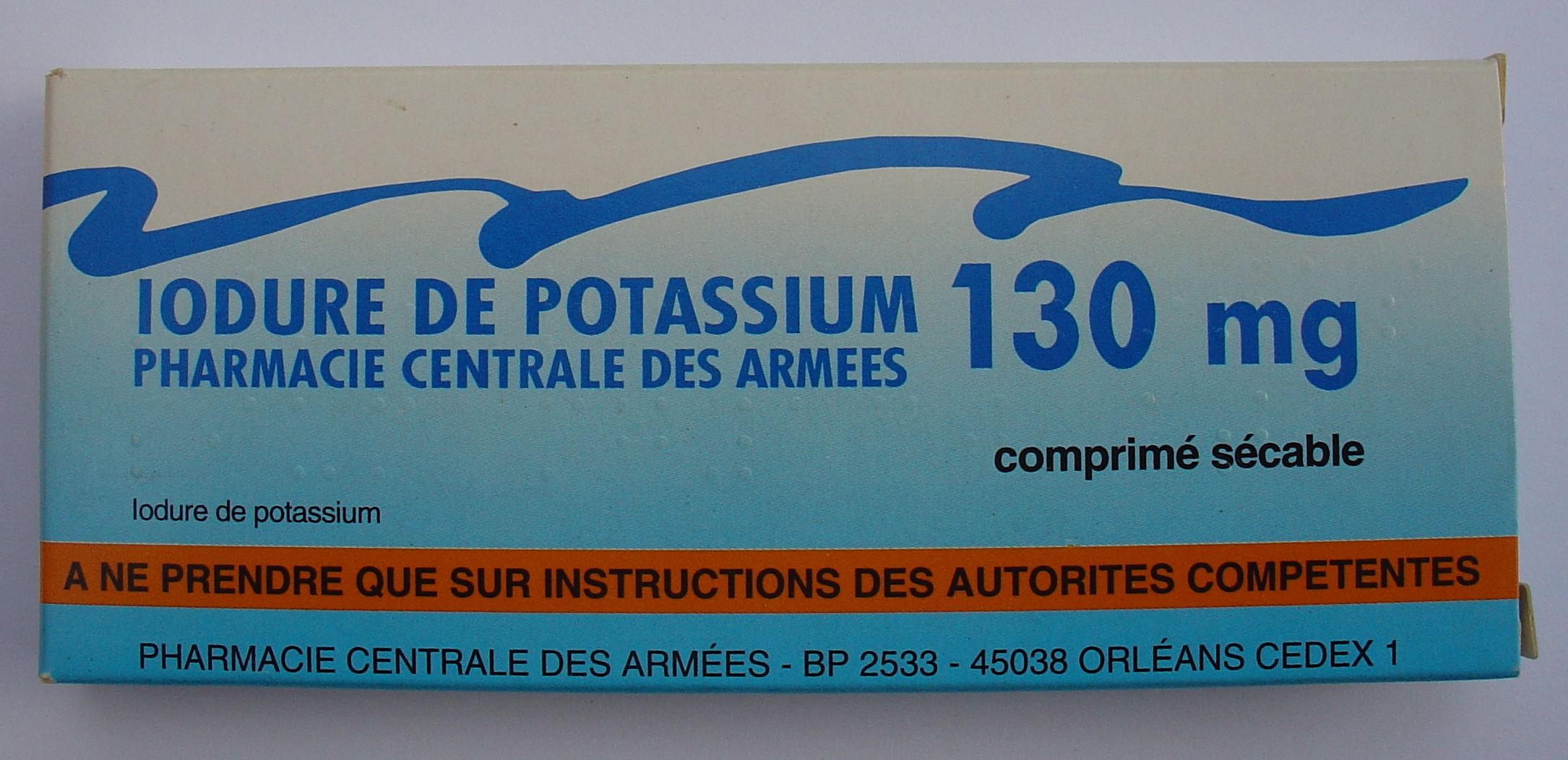
Boîte de comprimés d'iodure de potassium distribuée aux populations habitant à proximité des installations nucléaires françaises

Un certain nombre de mesures sont prévues par les autorités civiles et militaires en cas d'accident nucléaire.
Des interdictions pourraient frapper la consommation de produits agricoles ou d'eau trop radioactive, car en zone contaminée, les légumes, le gibier (bioconcentration), et surtout les champignons (bioaccumulation) captent, voire peuvent fortement concentrer la radioactivité, et deviennent alors impropres à la consommation. Certains gibiers migrateurs (oiseaux) ou poissons, ou cétacés peuvent en outre être chassés (ou pêchés) à des milliers de kilomètres du point où ils se sont contaminés et être ainsi source différée (dans l'espace et dans le temps) de contamination pour les populations humaines. 
Néanmoins, en « situation d’urgence radiologique », pour parer au manque de nourriture non contaminée, l'Europe et le Codex alimentarius ont déjà prévu de rendre dérogatoirement possible une diminution des normes de protection pour accepter la mise sur le marché de produits plus radioactifs que ce qu'autorisent les normes actuellement en vigueur, avec néanmoins des plafonds à ne pas dépasser (ex : la viande de porc ne pourrait pas (recommandation du Codex alimentarius) dépasser 1 000 bq/kg - dans ce type de situation exceptionnelle et quel que soit le pays - pour pouvoir être commercialisée).
Une distribution de pastilles d'iode stable est prévue dans de nombreux pays, pour protéger la glande thyroïde en la saturant d'iode stable qui prévient la fixation ultérieure d'iode radioactif, surtout chez l'enfant et la femme enceinte qui sont plus vulnérables. En France depuis avril 1996 des distributions préventives individuelles de comprimés d'iode stable autour des installations nucléaires susceptibles de rejeter de l'iode radioactif en cas d'accident ont été décidées par les pouvoirs publics. C'est le préfet qui décide si la situation nécessite la prise de comprimé d'iode stable et, dans ce cas, à quel moment cette prise doit être effectuée.
Les plans d'action prévoient également de soustraire les populations à l'influence des rejets radioactifs, ce qui peut impliquer une gestion de court, moyen et long termes de flux migratoires. Les évacuations peuvent être temporaires ou définitives, suivant le degré de contamination de la zone. L'accident de Tchernobyl a nécessité l'évacuation d'une zone de 30 km autour de la centrale.
L'ASN a édité une nouvelle édition de sa doctrine relative à la gestion post-accidentelle d'un accident nucléaire en octobre 2012.

## En cas d'accident nucléaire en France (ou dont les retombées toucheraient la France)
Un accident majeur d'origine nucléaire similaire à la catastrophe de Fukushima au Japon pourrait coûter à la France 430 milliards d'euros selon une étude publiée en février 2013 par l'Institut national de radioprotection et de sûreté nucléaire (IRSN), réalisée au centre de recherche nucléaire de Cadarache (Bouches-du-Rhône). Ce coût est bien supérieur à celui des grandes catastrophes industrielles françaises comme l'explosion de l'usine AZF (2 milliards d'euros de dégâts matériels) ou la marée noire de l'Erika.
En cas d'incident ou d'accident nucléaire survenant en France, l'exploitant (EDF, le CEA ou Orano) mettent en œuvre leur Plan d'urgence interne (PUI). Ils adoptent toutes les mesures nécessaires en matière de sûreté et de radioprotection et informent les autorités concernées chargées de la sûreté nucléaire et de la radioprotection (ASN, IRSN), ainsi que notamment le préfet du département de la centrale nucléaire concernée.

### Au niveau local
Les responsables opérationnels en situation de crise sont le préfet et l'exploitant de l'installation (Électricité de France, le CEA ou Orano). Le préfet est responsable de la sécurité des personnes et des biens à l'extérieur de l'installation. Si un incident ou un accident survient dans une installation, et si le niveau de gravité le justifie, il déclenche le Plan particulier d'intervention de l'installation (PPI), consultable sur le site de l'Autorité de sûreté nucléaire, l'ASN. Ce plan, de la responsabilité des pouvoirs publics, prévoit l'organisation de l'ensemble des moyens de secours et d'intervention disponibles. Le préfet veille aussi à l'information du public et des élus.

### Au niveau national
Les départements ministériels concernés travaillent en étroite collaboration avec le préfet. Tout comme l'exploitant, ils lui fournissent informations et avis susceptibles de l'aider à apprécier l'état de l'installation, l'importance de l'incident ou de l'accident. Au ministère de l'Intérieur, le principal intervenant est la direction de la sécurité civile qui agit en lien avec la direction générale de la police nationale pour mettre en place toutes les mesures de prévention et de secours indispensables à la sauvegarde des personnes et des biens.
L'Autorité de sûreté nucléaire (ASN) est l'autorité administrative indépendante qui assure, au nom de l'État français, le contrôle de la sureté nucléaire et de la radioprotection pour les activités nucléaires civiles.
L'institut de radioprotection et de sûreté nucléaire (IRSN) est un institut chargé des études en matière de sûreté nucléaire et servant d'appui technique à l'ASN. L'IRSN est sous la tutelle conjointe du ministère de la défense, du ministère chargé de l'environnement, du ministère de l'économie, des finances et de l'industrie, du ministère de la recherche, du ministère de la santé.
Enfin, jusqu'en 2003, le Secrétariat général du comité interministériel de la sécurité nucléaire (SGCISN) coordonnait l'action des différents départements ministériels et informait en permanence le président de la République et le Premier ministre sur l'évolution de la situation. Un décret (du 8 septembre 2003) le remplace par un comité interministériel aux crises nucléaires ou radiologiques (CICNR) ; et les mesures à prendre sont désormais définies dans la directive interministérielle du 7 avril 2005 sur l'action des pouvoirs publics en cas d'événement entraînant une situation d'urgence radiologique.
Le Premier ministre peut à tout moment, à son initiative ou sur demande d'un ministre, réunir le CICNR, qui sera chargé de lui proposer les dispositions à prendre. Le CICNR comprend les ministres chargés des Affaires étrangères, de la Défense, de l'Environnement, de l'Industrie, de l'Intérieur, de la Santé et des Transports ou leurs représentants, ainsi que le secrétaire général de la défense nationale qui en assure le secrétariat.
Les incidents et accidents se produisant en France sont répertoriés sur le site de l'Autorité de sûreté nucléaire (ASN) et doivent tous faire l'objet d'une analyse approfondie et de mesures destinées à ce qu'ils ne puissent pas se reproduire.
Le docufiction An zéro : Comment le Luxembourg a disparu sorti en 2021 décrit le scénario d'un incident majeur à la centrale de Cattenom, et en expose les conséquences sur la population et sur l'économie de cette région frontalière densément peuplée.

### Gestion de crise
La gestion technique de l'accident et de ses suites se fait sous l'égide de l'Autorité de sûreté nucléaire (ASN) qui met en place une cellule de crise avec l'appui technique de l'IRSN (l'Institut de radioprotection et de sûreté nucléaire), toujours en contact étroit avec l'exploitant (si le problème vient d'une centrale).
Son rôle est triple :
1. un rôle d'analyse : elle évalue la situation et suit l'évolution de l'incident ou de l’accident ;
2. un rôle de conseil : elle émet périodiquement avis et recommandations sur la conduite à suivre et l'évolution prévisible de la situation, à l'attention du préfet afin que celui-ci prenne si nécessaire des mesures de protection de la population ;
3. un rôle d'information des médias et de la population.

Concernant la protection de la santé, après un accident grave, un premier risque est celui d'inhalation de particules radioactives (iode 131 notamment). La population concernée doit pourvoir être rapidement prévenue et pouvoir recevoir des consignes adéquates.
L'autre risque majeur à moyen et long termes est la contamination radioactive de la chaine alimentaire et donc de l'alimentation humaine (dont via les animaux d'élevage et espèces sauvages gibier ou pêchées destinés à être mangés.

### Gestion du risque alimentaire
Certains produits alimentaires contaminés au-delà de certains seuils (qui varient selon les produits) ne doivent pas être mangés et sont donc retirés de la vente. Ces seuils (« niveaux maximaux admissibles ») sont définis en Europe par les experts associés au traité Euratom (la directive 2013/59/Euratom) qui proposent « les normes de base relatives à la protection sanitaire contre les dangers résultant de l'exposition aux rayonnements ionisants », mais le traité sur le fonctionnement de l'Union européenne précise que « un niveau élevé de protection de la santé humaine devrait être assuré dans la définition et la mise en œuvre de toutes les politiques et actions de l'Union » et il prévoit « l'adoption de mesures communes dans le domaine vétérinaire dont l'objectif direct est la protection de la santé humaine », et concernant les effets connexe économiques, ce traité veut aussi garantir (article 114) une harmonisation appropriée pour un bon fonctionnement du marché intérieur.
Discussions sur les seuils et niveaux de contamination alimentaire en Europe Ils sont plus sécuritaires en Europe que dans d'autres pays ou zones du monde, mais néanmoins pas encore consensuels.
D'abord fixées d'après les études faites après l'explosion des bombes atomiques au Japon, ils ont été réévalués après Tchernobyl. En 2012 (21 novembre 2012), les experts associés à la mise en œuvre du traité Euratom ont confirmé leurs conclusions de 1998 concernant les « taux admissibles de contamination radioactive des aliments en cas d'accident nucléaire ».
Sur cette base, la Commission a fait en 2013 une proposition de nouveau règlement européen fixant « les niveaux maximaux admissibles de contamination radioactive pour les denrées alimentaires et les aliments pour bétail après un accident nucléaire ou dans toute autre situation d'urgence radiologique »(COM(2013)0943). La commission y jugeait qu'au vu des données scientifiques dont elle disposait, il n'était pas nécessaire de renforcer ces seuils.
En 2015 l'Europarlement juge ces seuils insuffisants : « Les niveaux maximaux admissibles sont des limites dérivées de la limite de dose qui sert de référence. La limite de dose (en mSv) indique le niveau de risque jugé acceptable. La US FDA a choisi cinq mSv pour la limite de dose efficace (corps entier) et 50 mSv pour la limite de dose à l'organe, le niveau de risque acceptable est un mort par cancer pour 4 400 personnes consommant 30% d'aliments contaminés aux niveaux maximaux qu'elle a choisis. C'est un niveau de risque élevé. Pour la totalité de la population européenne, cela représenterait près de 114 000 décès imputables à la consommation des aliments "légalement" contaminés, sans compter les cancers non mortels, maladies génétiques et autres problèmes. ». Certaines ONG tels que la CRIIRAD jugent également ces seuils « fixés de manière incohérente » notamment pour les aliments dits « de moindre importance » (ex : condiments, ail, patates douces, truffes, vitamines, fruits confits) pour lesquels sont acceptés 40800 becquerels par kilogramme (10 fois la limite pour les aliments de base), ou inappropriés pour le niveau d'exposition via les aliments liquides quotidiennement ingérés (les calculs retenus par la commission équivaudraient à une à deux gorgées d'eau par jour et par personne alors qu'il est recommandé de boire au moins un litre par jour).
Les eurodéputés ont mi-2015 invité la commission à « modifier en conséquence sa proposition », en demandant « de fixer des seuils bas pour les niveaux maximaux admissibles de contamination radioactive des denrées alimentaires, afin de tenir compte de la dose totale due à l'ingestion d'aliments pendant une période prolongée » et que ces niveaux max. admissibles soient « toujours en accord avec les avis scientifiques les plus récents actuellement disponibles à l'échelle internationale » ; ainsi les niveaux maximaux admissibles figurant aux annexes I à III ont été révisés et décrits dans la publication Radiation Protection no 105 de la Commission ; ils se basent notamment sur « un niveau de référence de 1 mSv par an d'augmentation de la dose individuelle ingérée, dans l'hypothèse que 10 % des aliments consommés annuellement sont contaminés ».
Les eurodéputés insistent aussi sur l'importance de « mettre en place des mesures de contrôle et de minimisation du risque de consommation de denrées alimentaires provenant d'autres pays touchées par les retombées radioactives d'un accident nucléaire ayant eu lieu dans un autre pays » et que l'on tienne compte « de l'effet de radiation naturelle et cumulée en avançant dans la chaîne d'approvisionnement alimentaire ».
La commission proposait de mieux tenir compte des variations possibles de l'alimentation des nourrissons les 6 premiers mois de leur vie, et des incertitudes scientifiques concernant leur métabolisme de six à douze mois, en proposant « d'étendre à toute la période des douze premiers mois de vie l'application de niveaux maximaux admissibles réduits pour les aliments pour nourrissons ». Les députés veulent préciser dans le texte que « les niveaux maximaux admissibles réduits devraient également concerner les femmes enceintes et allaitantes ». Ils demandent aussi plus de fermeté à la Commission : plutôt que des « contrôles appropriés » ils proposent que « Afin de veiller à ce que des denrées alimentaires et des aliments pour animaux dépassant ces tolérances maximales ne soient pas mis sur le marché de l'Union, il convient que le respect de ces niveaux fasse l'objet de contrôles approfondis par les États membres et par la Commission ; en cas de non-respect, il convient d'appliquer des sanctions et d'en informer le public ».
Le parlement européen a demandé en juillet 2015 à la Commission de préciser les mesures prises et les informations notifiées en cas d'accident ou d'urgence radiologique avec contamination alimentaire (et d'aliments pour bétail), puis de produire avant le 31 mars 2017, un rapport relatif à la pertinence des niveaux maximaux admissibles de contamination radioactive en Europe.
Le parlement souhaite aussi une consultation plus régulière d'experts et que ceux-ci soient désignés par la Commission « sur la base de critères scientifiques et déontologiques. La composition du groupe et les déclarations d'intérêts de ses membres devraient être rendues publiques par la Commission. Dans l'adaptation des niveaux maximaux admissibles, la Commission doit aussi consulter les experts d'instances internationales actives dans le domaine de la radioprotection ». Il demande que la composition de ce groupe soit « établie de manière claire et transparente sous la responsabilité de la Commission européenne, comme c'est le cas pour d'autres comités scientifiques, notamment dans le domaine de la protection de la santé et des consommateurs » car « aucune information transparente sur la composition du groupe d'experts mentionné à l'article 31 du traité Euratom ». Les eurodéputés veulent enfin que ces experts évaluent aussi « l'effet cumulé des contaminations radioactives » car « sans qu'aucun aliment n'atteigne les niveaux maximaux, une personne consommant différents aliments avec une contamination radioactive tout juste inférieure aux plafonds pourrait peut-être accumuler un niveau considérable de rayonnements ».

## Nucléaire et spatial
Plusieurs accidents spatiaux avec des sources radioactives embarquées ont eu lieu, par exemple lors des vols des satellites russes  Cosmos 954 et Cosmos 1402.